# Tmarus oblectator
Tmarus oblectator är en spindelart som beskrevs av Dmitri Viktorovich Logunov 1992. Tmarus oblectator ingår i släktet Tmarus och familjen krabbspindlar. Inga underarter finns listade i Catalogue of Life.